# انفجار شاطئ غزة 2006
انفجار شاطيء غزة 2006 هو انفجار وقع على الشاطئ بالقرب من بلدية بيت لاهيا في قطاع غزة وأسفر عن مقتل ثمانية فلسطينيين وإصابة ما لا يقل عن ثلاثين آخرين في 9 يونيو 2006. وقد أظهرت الأبحاث شريط فيديو يوثق الحادث ظهرت فيه طفلة تبلغ من العمر 11 عاما تدعى هدى غالية وهي مضطربة وفي حالة هيستيرية بعد فقدانها كل أفراد عائلتها في الحادث. وقد حظيت غالية باهتمام كبير من وسائل الإعلام بعد بث اللقطات على شبكات الأخبار في جميع أنحاء العالم، مما جعلها رمزا للمعاناة الفلسطينية.
في 9 يونيو 2006، بين الساعة 4:31 و 4:50 مساء، أطلقت المدفعية الإسرائيلية وزورقا حربياً تابعاً للبحرية 8 قذائف مدفعية على الشاطئ، ما أدى إلى سقوط قذيفتين على بعد 200 متر من الأسرة. وقد تولى الجيش والمسؤولون الإسرائيليون مسؤوليتهم عن الحادث في البداية. لكن خلص التحقيق الذي أجرته قوات الجيش الإسرائيلي بعد ذلك إلى أن الانفجار لم يكن ناجما عن قصف الشاطئ ليتم إلقاء اللوم على منجم أرضي فلسطيني.
وقد انتقدت منظمة هيومن رايتس ووتش الدولية وصحيفة الغارديان البريطانية هذا التحقيق. ليعترف الجيش الإسرائيلي بوجود خلل في التقرير من حيث أنه أغفل ذكر قذيفتين من القذائف البحرية من عيار 76 ملم، باعتبار أن الجيش الإسرائيلي قد هبط بعيد جدا ليتسبب في الإنفجار. بعدها اعترف الجيش الإسرائيلي بأن سبب الانفجار قد يكون قذيفة مدفعية من عيار 155 ملم كامنة غير منفجرة منذ قصف سابق، لكنه أشار في نفس الوقت إلى أنه ربما كان من الممكن أن يستخدم الفلسطينيون عبوة ناسفة محلية الصنع.
في يوليو 2007 قدمت منظمة هيومن رايتس ووتش الدولية تقريرا نهائي مفصلا عن سبب الحادث خلصت فيه أن النتيجة المزعومة التي توصل إليها الجيش الإسرائيلي والتي تنطوي على انفجار بسبب عبوة ناسفة هو السبب الأقل احتمالا من بين ثلاث سيناريوهات. حيث خلصت المنظمة إلى أن «توافر أدلة هامة لم يقم الجيش الإسرائيليي بدراستها أو أخذها بعين الاعتبار يلقي مجالا للشك في صحة تقاريره واستنتاجاته ويؤكد على ضرورة إجراء تحقيق مستقل في الحادث». وقد أيدت السلطات الفلسطينية هذا الاقتراح. فيما رفضت الحكومة الإسرائيلية المشاركة.
صرح رئيس لجنة التحقيق التابعة لالجيش الإسرائيلي اللواء مئير كليفي في حادثة مجزرة شاطئ غزة، أن المؤسسة الأمنية تلقت معلومات تفيد بأن غالية قالت أن «أبي قد لمس شيئا ثم وقع انفجار». وهو ما آعتبره الجيش الإسرائيلي دعما لإدعاءه بأن قذيفة الجيش لم تكن سبب الوفاة. لكن في اليوم التالي ذكرت صحيفة هآرتس الإسرائيلية أن المعلومات غير موثوقة وغير واضحة. مما جعل قوات الدفاع الإسرائيلية ترفع مطالبها.

## الأحداث السابقة
في وقت انفجار الشاطئ، كان اتفاق وقف إطلاق النار المبرم في فبراير 2005 بين رئيس السلطة الفلسطينية محمود عباس ورئيس الوزراء الإسرائيلي آرييل شارون لا يزال ساري المفعول، على الرغم من الانتهاكات العديدة التي ارتكبها الجانبان.
في 7 يونيو 2005، قُتل عاملان فلسطينيان، هما صلاح عياش عمران (57 عام)، ومحمد محمود جارون، والعامل الأجنبي بي شودي (46 عام)، وأصيب خمسة عمال آخرين، عندما أصاب صاروخ القسام مخزناً للتغليف في جاني تل Ganei Tal في إسرائيل. وأعلنت حركة الجهاد الإسلامي مسؤوليتها عن الهجوم.
في 8 يونيو استأنفت إسرائيل سياستها المتمثلة في القتل خارج نطاق القضاء لقادة حركة حماس الرئيسيين، وذلك باغتيال الجيش الإسرائيلي جمال أبو سمهدانة. توقفت سياسة القتل المستهدف مع اتفاق وقف إطلاق النار بين إسرائيل والسلطة الفلسطينية في فبراير 2005، والذي تعهدت حركة حماس أيضًا باحترامه. تم تعيين سمهدانة وزيرًا للداخلية والأمن القومي الفلسطيني في الحكومة الفلسطينية الجديدة التي تقودها حماس في 20 أبريل 2006، وهو منصب مماثل لمنصب المدير العام للوزارة. وقال الجيش الإسرائيلي إن سمهدانة والمسلحين المستهدفين الآخرين كانوا يخططون لشن هجوم على إسرائيل.
رداً على اغتيال سمهدانة، أطلق الفلسطينيون في قطاع غزة صاروخين على إسرائيل بعد ساعات من مقتله، فأصابا مبنى في بلدة سديروت الجنوبية، لكن لم يتسببا في وقوع إصابات. وفي 9 يونيو ردت إسرائيل على إطلاق الصواريخ بقصف مواقع إطلاق الصواريخ على الشاطئ حيث وقع القتلى.